# Polymixis rosinae
Polymixis rosinae là một loài bướm đêm trong họ Noctuidae.